# Glyptopimpla iwatai
Glyptopimpla iwatai là một loài tò vò trong họ Ichneumonidae.